# Северозападни федерални округ
Северозападни федерални округ је један од осам федералних округа Русије.

## Федерални субјекти
| Northwestern Federal District | Northwestern Federal District | Northwestern Federal District  | Northwestern Federal District            |
| #                             | Застава                       | Федерални субјект              | Административни центар                   |
| ----------------------------- | ----------------------------- | ------------------------------ | ---------------------------------------- |
| 1                             | Архангељска област            | Архангељска област             | Архангељск                               |
| 2                             | Вологодска област             | Вологодска област              | Вологда                                  |
| 3                             | Калињинградска област         | Калињинградска област          | Калињинград                              |
| 4                             | Карелија                      | Република Карелија             | Петрозаводск                             |
| 5                             | Комија                        | Република Комија               | Сиктивкар                                |
| 6                             | Лењинградска област           | Лењинградска област            | Санкт Петербург (није у саставу области) |
| 7                             | Мурманска област              | Мурманска област               | Мурманск                                 |
| 8                             | Ненеција                      | Ненецки аутономни округ        | Нарјан-Мар                               |
| 9                             | Новгородска област            | Новгородска област             | Велики Новгород                          |
| 10                            | Псковска област               | Псковска област                | Псков                                    |
| 11                            | Санкт Петербург               | Федерални град Санкт Петербург | Санкт Петербург                          |